# Siikajoki
Siikajoki – gmina w Finlandii, w regionie Pohjois-Pohjanmaa, podregionie Raahe. Powierzchnia wynosi 1 653,96 km², z czego 592,94 km² stanowi morze, a 9 km² woda słodka. Populacja wynosi 5660 osób (2011). Nazwa pochodzi od rzeki Siikajoki (fiń. siika – sieja, joki – rzeka).
Na terenie znajduje się Stacja kolejowa Tuomioja na linii Seinäjoki – Oulu.
W 2007 roku w obszar Siikajoki została włączona gmina Ruukki.

## Sąsiadujące gminy
- Hailuoto
- Liminka
- Lumijoki
- Raahe
- Siikalatva
- Vihanti

## Wsie
Heinolahti, Jauhoniemi, Karinkanta, Keskikylä, Kivijärvi, Kuivaniemi, Luohua, Merikylä, Paavola, Relletti, Revonlahti, Ruukki, Saarikoski, Siikajoenkylä, Tauvo, Tuomioja, Ylipää

## Wyspy
Alasaari, Eteläsäikkä, Isosaari, Karinkannanmatala, Konisaari, Kreivinsaari, Lammassaari, Lohisaari, Lukkarinsaari, Meijerisaari, Pannukakkusaari, Passerikari, Pekkalansaaret, Pirilänsaari, Rautakallio, Simppusäikkä, Vareskari